# Metodka
Metodka är en kulle i Tjeckien.   Den ligger i regionen Vysočina, i den centrala delen av landet, 140 km öster om huvudstaden Prag. Toppen på Metodka är 788 meter över havet, eller 62 meter över den omgivande terrängen. Bredden vid basen är 0,96 km. Metodka ingår i Žďárské vrchy.
Terrängen runt Metodka är platt åt sydväst, men åt nordost är den kuperad.Runt Metodka är det ganska tätbefolkat, med 100 invånare per kvadratkilometer. Närmaste större samhälle är Nové Město na Moravě, 7,2 km sydväst om Metodka. Trakten runt Metodka består till största delen av jordbruksmark.